# Bullenbeisser
O Bullenbeisser, também conhecido como Buldogue alemão, foi uma raça canina nativa da Alemanha, e conhecida por sua força e coragem. A raça está atualmente extinta devido aos sucessivos cruzamentos com outras raças de cães.

## História e características
Durante o Sacro Império Romano-Germânico, o bullenbeisser foi amplamente utilizado como cão de agarre caçando javalis, e como cão de combate no Bull-baiting(combate entre cães e touros) herdando daí o seu nome, que significa algo como "mordedor de touro" ou "que morde touro". A raça é considerada uma possível descendente do Alaunt, uma raça também extinta, criada pelos Alanos. Quanto ao tamanho, os cães utilizados no Bull-baiting nos idos de 1850 possuíam entre 40 e 70 cm de altura na cernelha, de coloração tigrada, e eram prognatas. 
O Bullenbeisser possuía pelo menos duas variedades regionais: 
- Brabanter Bullenbeisser ("Bullenbeisser de Brabante") (O menor)
- Danziger Bullenbeisser ("Bullenbeisser de Danzig") (O maior)

Possuía também parentesco muito próximo com o Barenbeisser ("mordedor de urso") de Danzig, um cão que era utilizado no Bear-baiting(combate entre cães e ursos), sendo considerado por muitos como parte da mesma raça.

## Galeria

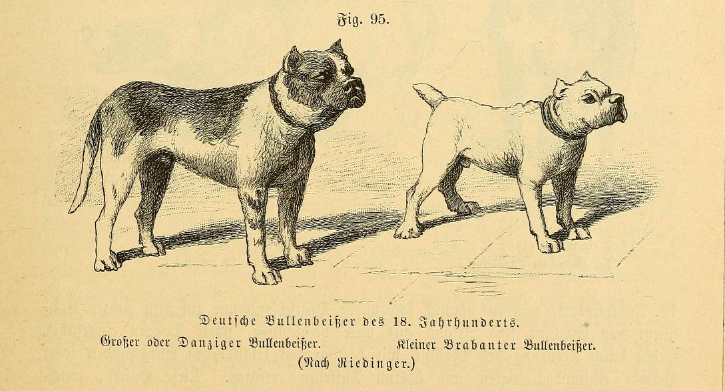
Dazinger bullenbeisser e Brabant bullenbeisser, 1895
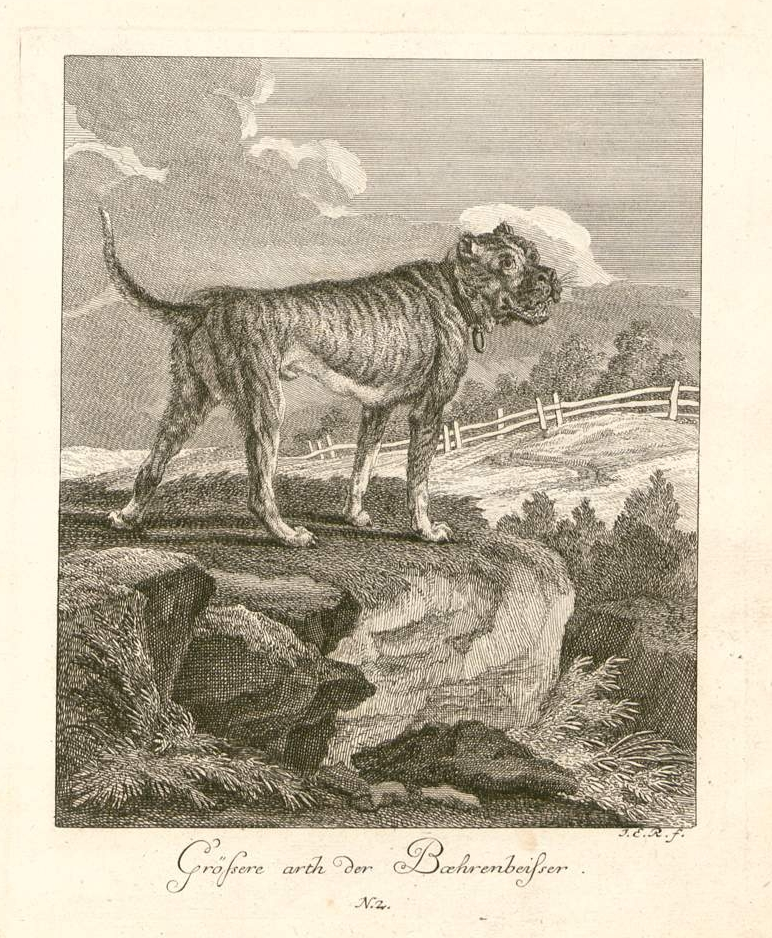
Barenbeisser
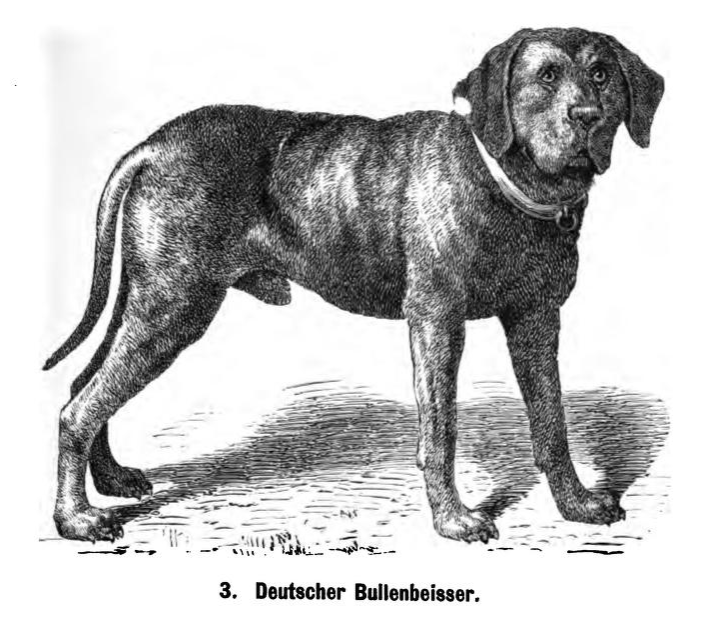
Bullenbeisser alemão com orelhas naturais
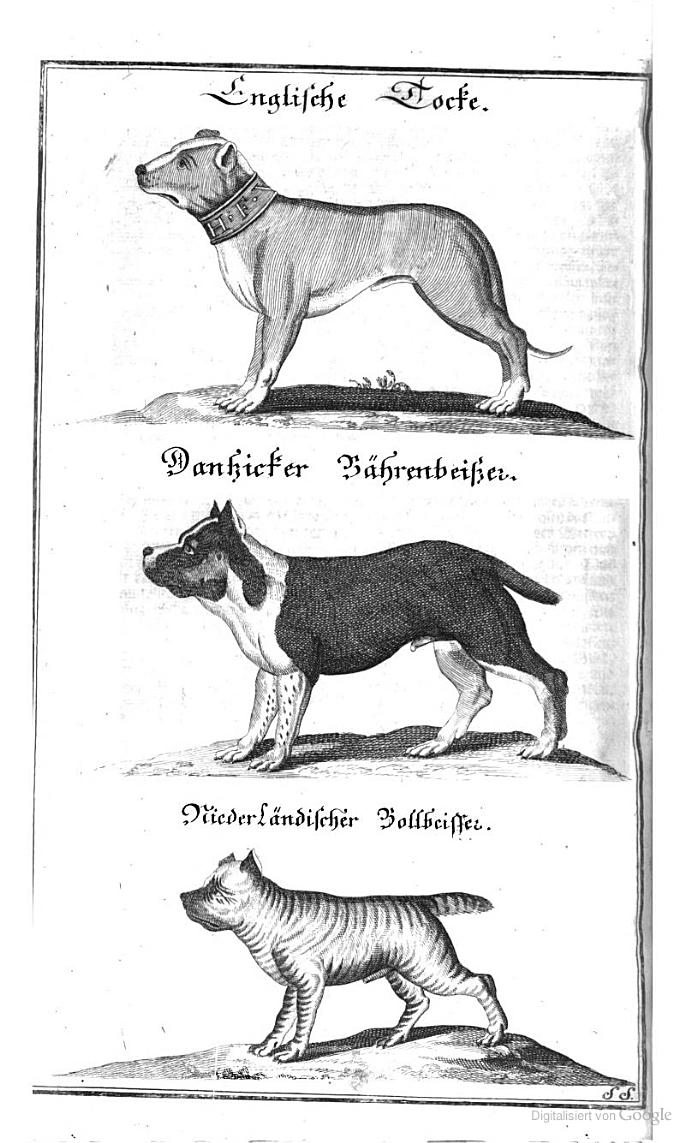
"Dogge inglês", Barenbeisser, e "Bullenbeisser Neerlandês"